# Literatura en mordovo
Literatura en mordovo es la literatura realizada en las lenguas mordovas (moksha y erzya) en Mordovia y los territorios adyacentes, en Rusia.
Los primeros escritos en lenguas mordovas datan del siglo XVIII, realizadas en alfabeto latino. En 1446, las lenguas fueron descritas por G. Barbasso y durante el siglo XIX despertaron el interés de los filólogos alemanes y fineses que estudiaron su lengua. Así August Ahlquist escribió Versuch einer moscha-morwinischer grammatik (1861), Ferdinand Johann Wiedemann Grammatik der ersa-morwinischer sprache (1865) y Budenz Morwinische grammatik (1876). Durante el periodo de 1903 a 1915, los pueblos fueron estudiados por H. Paasonen, resultando la compilación de leyendas, costumbres y tradiciones Morwinischen lautlehre (1903).
Durante la Revolución rusa los poetas moksha Z.F. Dorofeyev (1890-1952), con Pizhe Paksia (El campo terrestre, 1925) y Vapda yen (Camino luminoso, 1925), e Ia.P. Grigoshin (1888-1938) fundaron la literatura mordova moderna, aprovechando que en el siglo XVIII se había creado un sistema de escritura parecido al ruso. A Saratov fundó un Centro de Estudios Mordovios y durante los años 30 aumentó la producción literaria. A.M. Lukianov (1910) escribió la primera novela Kinel (1933); T.A. Raptanov (1906-1936) con Al pie de la montaña Chikhan (1934); A.D. Kutorkin (1906) con El agujero negro (1934) y la novela en verso Lamzur (1941); P.S. Kirillov Petr Er'ke (1910-1955) con el drama Lituania (1940) y La primera lección (1940); Mikhail Bezborodov (1907-1935) con Un cuento legendario (1930) y Por la libertad (1935) y los poemas Sochinenijat (1939-1941) y Prokopych (1940). Por otro lado, L.P. Kiriulov escribió las óperas Litova (1943), Nesmeijan y Kamzur (1944) y Normalnaija (1962). En 1937 se creó el Teatro de la Ópera y Ballet en Saransk.
En 1929 se publicó la primera antología de poesía mordova, Vasen syatkt (Las primeras descargas). Después de la guerra, destacarían en literatura Kuzma Abramov (1914) con la trilogía Naiman (1961-1966) y Humo sobre la tierra (1962); Ivan Antonov (1919-1960) con En una familia unida (1954); I.M. Devin (1922) con En una familia solitaria (1954); T.A. Kidriashin (1888-1972) con la novela El pan Moksha (1953); Ia.M. Piniasov (1914) con Milagro sobre el Moksha (1960); N.L. Erkai (1906) con Aleksha (1959); S.S. Larionov (1908) con Tres vientos (1971); A.K. Martynov (1913) con Por el camino de nuestros padres (1967); T.F. Iakushin (1916) con El valle verde (1967) y La rama del manzano (1968).